# 本特魯鎮區 (北達科他州大福克斯縣)
本特魯鎮區（英語：Bentru Township）是位於美國北達科他州大福克斯縣的一個鎮區。

## 地方資料
本特魯鎮區的面積為45.92平方千米，當中陸地面積為45.58平方千米，而水域面積為0.34平方千米。根據2020年美國人口普查的數據，當地共有人口58人，而人口密度為每平方千米1.26人。